# Psi3 Piscium
Título a ser usado para criar uma ligação interna é Psi3 Piscium.
Psi3 Piscium (81 Piscium) é uma estrela na direção da constelação de Pisces. Possui uma ascensão reta de 01h 09m 49.20s e uma declinação de +19° 39′ 30.2″. Sua magnitude aparente é igual a 5.57. Considerando sua distância de 403 anos-luz em relação à Terra, sua magnitude absoluta é igual a 0.11. Pertence à classe espectral G0III.